# لاسلو آلماشی
لاسلو آلماشی (مجاری: Almásy László Adolf Ede György Mária با نام کامل لاسلو آدولف اِده دْیْوردْیْ ماریایِ توروک‌سنت‌میکلوشی و تارناژآدانیی زادهٔ ۲۲ اوت/۳ نوامبر ۱۸۹۵ – درگذشتهٔ ۲۲ مارس ۱۹۵۱)، آریستوکرات، موتورسوار، صحرانورد، هوانورد، پیش‌آهنگ و ورزشکار اهل مجارستان بود که هم در رمان بیمار انگلیسی اثر مایکل اونداتیه (۱۹۹۲) و هم در فیلم اقتباسی با همین نام (۱۹۹۶) به عنوان قهرمان داستان از او یاد شده‌است.

## زندگی‌نامه
آلماشی در بوروشتیانکو، اتریش-مجارستان (برنشتاین ایم بورگنلند امروزین در اتریش) در یک خانواده اشرافی مجاری متولد شد. پدرش، دْیْوردْیْ آلماشی، جانورشناس و قوم‌شناس بود. وی از سال ۱۹۱۱ تا ۱۹۱۴ در مدرسه بروو تحصیل کرد. این مدرسه در یک خانه شخصی در ایست‌بورن، انگلستان توسط دانیل ویلر آموزش دید.

### جنگ جهانی اول
در طول جنگ جهانی اول، آلماشی به همراه برادرش یانوش به ارتش سلطتنی هوسارهای پیوست. وی در آنجا شاهد اقدام علیه صرب‌ها و سپس روس‌ها در جبهه شرقی بود. در سال ۱۹۱۶، او به نیروهای امپراتوری اتریش-مجارستان و نیروهای هوانوردی سلطنتی منتقل شد. در مارس ۱۹۱۸ و پس از منهدم شدن هواپیمایش در شمال ایتالیا، در بقیه جنگ نقش مربی پرواز را بر عهده گرفت.

### دوره بین جنگ
آلماشی پس از جنگ، به مؤسسه تکنیکی ایست‌بورن در شرق ساسکس، انگلستان رفت. از نوامبر ۱۹۲۱ تا ژوئن ۱۹۲۲، او در همان‌جا در ایستبورن اقامت داشت. آلماشی یکی از اعضای پیشگام باشگاه پرواز ایستبورن بود.
پس از بازگشت به مجارستان، در سمت منشی شخصی اسقف سومبات‌هی، یانوش میکِش فعالیت کرد. میکش یکی از چهره‌های برجسته تلاش نافرجام پس از جنگ برای بازسازی هابسبورگ بود. در سال ۱۹۲۱، زمانی که کارل به مجارستان بازگشت تا تاج و تخت را بگیرد، آلماشی جوان به‌طور تصادفی به عنوان راننده اسقف میکش درگیر این وقایع شد. اسقف به کارل کمک کرد تا به بوداپست برسد؛ میکلوش هورتی، نایب‌السلطنه مجارستان، کارل را مؤدبانه اما قاطعانه به اتریش بازگردانده بود. پس از معرفی او، پادشاه همچنان از او به عنوان «کنت آلماشی» یاد می‌کرد. از این‌رو آلماشی عمدتاً در مصر و در میان خاندان سلطنتی مصر، برای گشودن درهایی که به روی افراد عادی بسته می‌ماند، از این عنوان به نفع خود استفاده می‌کرد. اما خود او در گفتگوهای خصوصی اعتراف کرد که این عنوان قانونی نیست.
پس از سال ۱۹۲۱، آلماشی به عنوان نماینده شرکت ماشین‌سازی اتریشی شتِیِر اتوموبیل در سومبات‌هی مجارستان کار کرد و در بسیاری از مسابقات ماشین‌رانی با برند شتِیِر برنده شد.

## ارجاعات
1. ↑  "Grófok/Counts". ferenczygen.tripod.com.
2. ↑  Eastbourne Local History Society Newsletter Nr 143
3. ↑  Bierman, John (2004). The Secret Life of Laszlo Almasy: The Real English Patient. pp. 20–21.
4. ↑  Kubassek, János, A Szahara bűvöletében (Enchanted by the Sahara), Panoráma, Budapest 1999
5. ↑  Almásy, László, Autóval Szudánba (With Motorcar to the Sudan), Franklin, Budapest 1929